# Amel Bensemain
Amel Bensemain (ur. 15 grudnia 1984) – francuska judoczka. Startowała w Pucharze Świata w latach 2002-2006 i 2014. Srebrna medalistka mistrzostw Europy w drużynie w 2006. Pierwsza na ME U-23 w 2004. Druga na ME juniorów w 2003. Wicemistrzyni Francji w 2006 i 2013 roku.